# Веденяпін Георгій Олександрович
Георгій Олександрович Веденяпін (7 липня 1904, село Чистоха Псковської губернії, тепер Порховського району Псковської області Російська Федерація — 7 березня 1960, місто Москва, тепер Російська Федерація) — радянський державний діяч, директор Горьківського автомобільного заводу імені Молотова, голова Ради народного господарства Горьківського економічного адміністративного району. Депутат Верховної ради РРФСР 3-го скликання. Депутат Верховної ради СРСР 5-го скликання.

## Біографія
Народився в родині військового. До Першої світової війни 1914 року хлопчик жив зі своєю родиною в різних містах Віленської губернії (Козлово-Руди, Вільно та ін.), де служив його батько — полковник російської імператорської армії. На початку Першої світової війни загинув батько Георгія. Його мати виїхала на фронт у зв'язку з похороном чоловіка, а потім була мобілізована до російської армії для роботи медсестрою.
Георгія Веденяпіна відправили до інтернату Псковського благодійного товариства, де він виховувався до 1916 року. Потім за клопотанням матері хлопчика було переведено до Петроградського притулку дітей георгіївських кавалерів та офіцерів. Після революції 1917 року Георгій Веденяпін вступив до інтернату 151-ї Петроградської радянської школи, де жив і навчався до 1919 року.
У зв'язку з голодом школу частинами евакуювали в різні населені пункти, і Георгій потрапив на станцію Дно Вітебської залізниці (Псковська губернія), де з 1919 до 1921 року навчався в залізничній професійно-технічній (ремісничій) школі. Одночасно з 1919 року працював учнем слюсаря залізничного депо станції Дно. Після закінчення школи в 1921 році повернувся до Петрограда.
У 1921—1924 роках — музикант, слюсар-лаборант господарської команди Воєнно-технічної академії у Петрограді. Брав участь у громадській роботі, вступив до комсомолу.
У 1924—1928 роках — монтер, начальник ремонту всього обладнання фабрики «Красная нить» у Ленінграді. Крім того, очолював фабричну спортивну організацію «Спартак», керував клубом та був членом комітету комсомолу.
У 1928—1930 роках — слюсар, помічник майстра інструментального цеху заводу «Красная заря» в Ленінграді.
Член ВКП(б) з 1930 року.
У 1930—1935 роках — студент Ленінградського політехнічного інституту.
З 1932 року одночасно з навчанням працював слюсарем-механіком, креслярем, конструктором на Ленінградському верстатобудівному заводі імені Свердлова.
У 1935 — грудні 1936 року — конструктор, старший конструктор — керівник групи розточувальних верстатів верстатобудівного заводу імені Свердлова в Ленінграді.
У грудні 1936 — 1948 року — завідувач конструкторського бюро, механік цеху, заступник начальника відділу технічного контролю, начальник корпусу, головний механік, у 1948 — 19 квітня 1950 року — головний інженер Горьківського автомобільного заводу імені Молотова.
19 квітня 1950 — 15 травня 1952 року — директор Горьківського автомобільного заводу імені Молотова.
У червні 1952—1953 роках — начальник цеху Ярославського автомобільного заводу.
У 1953—1954 роках — заступник начальника Конструкторського бюро № 1 у Москві.
У 1954 році — в.о. головного інженера Головавтопрому Міністерства машинобудування СРСР.
У вересні 1954 — лютому 1956 року — директор Митищинського машинобудівного заводу Московської області.
У лютому 1956—1957 роках — директор Науково-дослідного автомоторного інституту в Москві.
У червні — грудні 1957 року — 1-й заступник голови Ради народного господарства Горьківського економічного адміністративного району.
У грудні 1957 — червні 1959 року — голова Ради народного господарства Горьківського економічного адміністративного району.
У червні 1959 — 1960 року — заступник начальника Управління сільськогосподарських машин та автомобілів Державного комітету Ради міністрів СРСР з автоматизації та машинобудування.
Помер 7 березня 1960 року після важкої і тривалої хвороби в Москві. Похований на Новодівичому цвинтарі Москви.

## Нагороди
- орден Леніна (9.01.1952)
- орден Червоної Зірки (16.09.1945)
- орден «Знак Пошани» (20.01.1943)
- чотири медалі
- Сталінська премія ІІ ст. (1951) — за розробку конструкції та технології виробництва вантажного автомобіля ГАЗ-63